# Fläckkremla
Fläckkremla (Russula maculata) är en svampart som beskrevs av Quél. & Roze 1877. Fläckkremla ingår i släktet kremlor och familjen kremlor och riskor.  Arten är reproducerande i Sverige. Inga underarter finns listade i Catalogue of Life.
I den svenska databasen Dyntaxa används istället namnet Russula heterochroa för samma taxon.  Arten är reproducerande i Sverige.